# Championnats d'Europe des régions de karaté
Les championnats d'Europe des régions de karaté sont une compétition sportive de karaté ayant lieu chaque année en Europe depuis 2003. Ils sont organisés par la Fédération européenne de karaté.

## Éditions
- 2003 : Oviedo,  Espagne, 6 au 8 juin 2003
- 2004 : Bratislava,  Slovaquie, 11 au 13 juin 2004
- 2005 : Leipzig,  Allemagne, 4 et 5 juin 2005
- 2006 : Paris,  France, 3 juin 2006
- 2007 : Novi Sad,  Serbie, 8 et 9 juin 2007
- 2008 : Maribor,  Slovénie, 14 juin 2008
- 2009 : Madrid,  Espagne, 30 mai 2009
- 2010 : Varsovie,  Pologne, 29 et 30 mai 2010
- 2011 : Trébizonde,  Turquie, 4 et 5 juin 2011
- 2012 : Moscou,  Russie, 9 et 10 juin 2012[1]
- 2013 : Herceg Novi,  Monténégro, 8 et 9 juin 2013
- 2014 : Izmir,  Turquie, 7 et 8 juin 2014
- 2015 : Paris,  France, 6 et 7 juin 2015
- 2016 : Izmit,  Turquie, 4 et 5 juin 2016
- 2017 :  Kosovo, juin 2017[2]
- 2018 :  Chypre, juin 2018
- 2019 :  Turquie